# Annina Fahr
Annina Fahr (* 6. April 1993 in Schaffhausen) ist eine Schweizer Sprinterin und Hürdenläuferin, die sich auf die 400-Meter-Distanz spezialisiert hat.

## Sportliche Laufbahn
Erste internationale Erfahrungen sammelte Annina Fahr bei den World Athletics Relays 2021 in Chorzów, bei denen sie mit der Schweizer 4-mal-400-Meter-Staffel mit 3:34,85 min im Vorlauf ausschied. Im Jahr darauf startete sie mit der Schweizer 4-mal-400-Meter-Staffel bei den Weltmeisterschaften in Eugene und belegte dort mit 3:27,81 min im Final den achten Platz. Anschliessend gelangte sie bei den Europameisterschaften in München mit 3:26,94 min auf Rang sieben im Staffelbewerb. Zudem schied sie im 400-Meter-Hürdenlauf mit 57,07 s im Halbfinal aus. Bei den World Athletics Relays 2024 in Nassau sicherte sie sich sowohl mit der Frauenstaffel als auch mit der Mixed-Staffel über 4-mal 400 Meter jeweils einen Qualifikationsplatz für die Olympischen Spiele in Paris. Anschließend kam sie bei den Europameisterschaften in Rom mit 56,59 s nicht über den Vorlauf über 400 m Hürden hinaus und verpasste mit der Frauenstaffel mit 3:27,48 min den Finaleinzug. Im August kam sie bei den Olympischen Spielen in Paris mit 3:29,75 min ebenfalls nicht über den Vorlauf im Staffelbewerb hinaus.
2022 wurde Fahr Schweizer Meisterin im 400-Meter-Hürdenlauf.

## Persönliche Bestleistungen
- 400 Meter: 51,89 s, 19. August 2023 in Regensdorf
- 400 m Hürden: 55,63 s, 19. August 2023 Regensdorf